# Siergiej Bołchowski
Siergiej Nikołajewicz Bołchowski, ros. Сергей Николаевич Болховский (ur. w 1898 r. w Kazaniu, zm. w 1955 r. w Monachium) – sowiecki teatralny aktor dramatyczny, lektor rosyjskojęzycznego radia niemieckiej organizacji propagandowej "Vineta" podczas II wojny światowej, lektor Radia "Wolna Europa" w okresie powojennym, emigracyjny rosyjski działacz narodowy
W okresie przedwojennym był aktorem dramatycznym. Występował w Moskiewskim Akademickim Teatrze Artystycznym. Krótko po ataku wojsk niemieckich na ZSRR 22 czerwca 1941 r., został zmobilizowany do Armii Czerwonej. Dostał się do niewoli niemieckiej. Osadzono go w oficerskim obozie jenieckim w Hammelburgu, gdzie podjął kolaborację z Niemcami. Został skierowany do organizacji propagandowej "Vineta". Był lektorem w rosyjskojęzycznym radiu. Jesienią 1944 r. został członkiem Komiteta Wyzwolenia Narodów Rosji (KONR). Po zakończeniu wojny wyemigrował do Włoch, a następnie do USA. Wstąpił do północnoamerykańskiego oddziału Związku Walki o Wyzwolenie Narodów Rosji (SBONR). Na pocz. lat 50. powrócił do RFN, gdzie został lektorem Radia "Wolna Europa".